# 特納球場
特納球場（希伯來語：‎）是以色列城市貝爾謝巴的一座足球場。這座球場是貝爾謝巴工人足球俱樂部的主場球場，得名於貝爾謝巴前市長Yaakov Turner。

## 外部連結
- Official website （页面存档备份，存于）